# Neoplocaederus
Neoplocaederus är ett släkte av skalbaggar. Neoplocaederus ingår i familjen långhorningar.

## Dottertaxa tillNeoplocaederus, i alfabetisk ordning[1]
- Neoplocaederus basalis
- Neoplocaederus bennigseni
- Neoplocaederus bicolor
- Neoplocaederus bruncki
- Neoplocaederus caroli
- Neoplocaederus chloropterus
- Neoplocaederus cineraceus
- Neoplocaederus conradti
- Neoplocaederus consocius
- Neoplocaederus cyanipennis
- Neoplocaederus denticornis
- Neoplocaederus elongatulus
- Neoplocaederus emini
- Neoplocaederus ferrugineus
- Neoplocaederus formosus
- Neoplocaederus francqueni
- Neoplocaederus frenatus
- Neoplocaederus fucatus
- Neoplocaederus gabonicus
- Neoplocaederus glabricollis
- Neoplocaederus granulatus
- Neoplocaederus humeralis
- Neoplocaederus incertus
- Neoplocaederus iridescens
- Neoplocaederus kolbei
- Neoplocaederus leichneri
- Neoplocaederus luristanicus
- Neoplocaederus lymphaticus
- Neoplocaederus melancholicus
- Neoplocaederus multipunctatus
- Neoplocaederus nitidipennis
- Neoplocaederus obesus
- Neoplocaederus parallelus
- Neoplocaederus parvulus
- Neoplocaederus pedestris
- Neoplocaederus peelei
- Neoplocaederus pronus
- Neoplocaederus punctipennis
- Neoplocaederus purpuripennis
- Neoplocaederus ruficornis
- Neoplocaederus rusticus
- Neoplocaederus scapularis
- Neoplocaederus spinicornis
- Neoplocaederus vadoni
- Neoplocaederus vayssierei
- Neoplocaederus vicinus
- Neoplocaederus viridescens
- Neoplocaederus viridipennis